# C'era una volta... Pollon
Pollon (オリンポスのポロン?, Orinposu no Poron, lett. "Pollon dell'Olimpo") è un manga shōjo scritto e disegnato da Hideo Azuma, pubblicato a partire dal 1977 dall'editore Akita Shoten sulla rivista Princess. Dal manga è poi stato tratto un adattamento anime dal titolo  (おちゃめ神物語コロコロポロン?, Ochamegami monogatari korokoro Poron, lett. "La cicciottella Pollon, storia di una dea scapestrata"), prodotto da Fuji Television, composto da 46 episodi e trasmesso tra il 1982 e 1983. 
Il manga viene pubblicato in Italia per la prima volta nel 2001 dalla Lexy Production in quattro volumi; successivamente la distribuzione passa a Magic Press Edizioni, che pubblica una nuova edizione del fumetto in due volumi nel 2010 e la serie completa in volume unico nel 2017.
In Italia la serie anime è stata trasmessa per la prima volta su Italia 1 nel 1984. La sigla italiana è interpretata da Cristina D'Avena, scritta da Alessandra Valeri Manera e composta da Piero Cassano dei Matia Bazar, e si intitola Pollon, Pollon combinaguai. Oltre ai canali televisivi Mediaset, la serie è stata replicata anche sull'emittente locale crotonese Radio Tele International e fu trasmessa anche in Francia da La Cinq col nome La petite Olympe et les dieux.

## Trama
La storia tratta delle avventure della piccola Pollon, unica figlia del dio Apollo, che vive con suo padre e tutte le altre divinità sul monte Olimpo, ma rappresentato come un posto simile alla Terra dei giorni nostri, con televisione, supermercati ecc.
Si possono osservare sostanzialmente tre periodi. Nei primi episodi, Pollon è molto impacciata e la curiosità che le provoca lo stare a contatto con gli altri dei, fa cacciare la ragazzina in un sacco di guai. In seguito sembra maturare e fornire reali soluzioni ai problemi che affliggono i suoi comprimari. Lei desidera sopra ogni cosa di poter a tutti gli effetti diventare una grande dea: a tale scopo suo nonno Zeus decide che ogni buona azione di Pollon debba essere ricompensata con una moneta che andrà a riempire un magico salvadanaio.
Insieme ad Eros, il giovane dio dell'amore e suo inseparabile compagno di disavventure, Pollon va dunque alla ricerca di persone da aiutare, imbattendosi appunto nei protagonisti dei miti greci rivisitati in chiave moderna e fantastica. Ad aiutarla lungo il suo cammino trova anche la Dea delle dee, che la incoraggia e la salva da brutte situazioni, come un angelo custode, regalandole un fermaglio col quale contattarla e usare il Miracolo Bon Bon, un amuleto dai poteri magici.
Le situazioni in cui si viene a trovare traggono spunto dalla mitologia della Grecia classica, con chiari riferimenti alla cultura giapponese, spesso mutando anche la più triste tragedia in chiave umoristica. Durante lo svolgimento della storia vengono presentati di volta in volta gli dei dell'Olimpo, gli eroi e i miti a loro legati: essi compaiono allo spettatore come esseri tutt'altro che divini, fallibili e dediti al vizio e soggetti alle debolezze umane, proiettando sempre le situazioni da un punto di vista umoristico.
Come ultima fatica per diventare dea, Pollon salva la Terra dai mali usciti dal vaso di Pandora: grazie alla speranza, che era rimasta in fondo al mitico vaso dei demoni, la bambina riesce a imprigionare di nuovo i mostri e scopre che la Dea delle dee era proprio la Dea della Speranza. Come segno di riconoscenza per gli sforzi di Pollon, la dea le cede il titolo.

## Personaggi

### Principali
Pollon (ポロン?, Poron)
Doppiata da: Masako Miura (ed. giapponese), Liliana Sorrentino (ed. italiana)
Bambina dai riccioli biondi, dall'aspetto dolce, simpatico e grazioso, è figlia del dio Apollo e vuole a tutti i costi diventare una dea. Si considera la più grande showgirl dell'Olimpo e pur essendo molto stonata, obbliga tutti a sentirla cantare, sottoponendo gli ascoltatori a vere e proprie torture. La sua canzone preferita è "...sono la figlia di Apollo... la figlia del dio Sol...". Spesso negli episodi utilizza una polvere magica dotata del potere di ridare l'allegria perduta, introdotta sempre da una canzoncina che ne annuncia le proprietà:
Eros (エロース?, Erōsu)
Doppiato da: Keiko Yamamoto (ed. giapponese), Fabrizio Mazzotta (ed. italiana)
Il miglior amico di Pollon (con cui bisticcia in continuazione), Eros è il dio dell'amore, rappresentato però come un ragazzino brutto, basso, sgraziato, con ali minuscole ed ombelico pronunciato e capelli rossi. Figlio di Afrodite e di Efesto, è un totale fifone, ma viene comunque coinvolto nei guai di Pollon, non riuscendo a resistere alla personalità della sua amica. Lei lo chiama Pennuto o Nanerottolo mentre lui la chiama Poppante. Qualche volta si rivela anche innamorato di Pollon. Nell'episodio 11 Viaggio nell'Ade, una ragazza di nome Pillon (bambola di carta creata da Pollon) dice che è bello e affascinante.
Apollo (アポロン?, Aporon)
Doppiato da: Akio Nojima, Shigeru Chiba (ed. giapponese), Guido Sagliocca (ed. italiana)
Padre di Pollon e figlio di Zeus, e perfino zio di Eros (menzionato in un episodio) è anche il dio della medicina e della profezia. Trasporta il sole fumante su un carretto trainato da Dosankos, un ronzino dallo sguardo poco intelligente e triste. Non è un esempio di serietà e dedizione al lavoro (spessissimo, invece di partire sul carro del Sole, preferisce suonare la lira o dormire), e per questo viene sempre sgridato da Zeus; ma è un padre amorevole, sempre pronto ad aiutare la figlia, che pure lo adora. Spesso è in cerca di una mamma per Pollon. Nei primi episodi corteggia Dafne, poi la dea Selene ed infine Atalanta.
Zeus (ゼウス?, Zeusu)
Doppiato da: Masashi Amenomori (ed. giapponese), Giorgio Bandiera (ed. italiana)
Il padre di tutti gli dei (menzionato come padre di Apollo e nonno di Pollon) è un donnaiolo sempre alla ricerca di nuove prede (aspetto che si trova anche nella mitologia greca). Spesso le sue scappatelle sono la fonte delle avventure di Pollon e puntualmente vengono scoperte dalla gelosissima moglie Era, che spesso lo ripaga con una scarica di fulmini oppure gli aizza contro gigantesche vespe. Si veste con una pelliccia d'orso chiusa da una cintura con le sue iniziali in katakana.
Poseidone (ポセイドン?, Poseidon)
Doppiato da: Banjō Ginga (ed. giapponese), Romano Malaspina (ed. italiana)
Il dio del mare gigantesco dalla carnagione rossa. Nonostante la mansione, non sa nuotare, anche perché l'acqua gli arriva al massimo alla cintola. Raffigurato con la barba e i capelli raccolti da una fascia (come si vede in molte pitture vascolari greche), indossa solamente dei mutandoni e porta alla cintura un'anfora di sakè. È sposato con Anfitrite e ha un figlio di nome Tritone che, come il padre, non sa nuotare.
Era (ヘラ?, Hera)
Doppiata da: Eiko Yamada ed. giapponese), Anita Bartolucci (1ª voce), Rosalinda Galli (2ª voce, ed. italiana)
Moglie di Zeus, troppo spesso tradita dal consorte; ha un vestito rosso e calze a rete, e spesso si mostra perfida e sadica, punendo il marito infedele con dei fulmini da lei stessa creati. Passa molto del suo tempo a spettegolare, o davanti allo specchio a truccarsi per competere in bellezza con Afrodite. Negli episodi della serie anime, Era è la nonna di Pollon e la madre di Apollo, nonostante nella mitologia classica Era sia la matrigna della bimba, perché Apollo è un figlio illegittimo di Zeus, nato da una relazione amorosa con Latona, mentre Artemide è la sorella gemella di Apollo. Ha al suo seguito delle vespe giganti che pungono il sedere al marito in caso di scoperti tradimenti.
Efesto (ヘパイストス?, Hepaisutosu)
Doppiato da: Ken'ichi Ogata (ed. giapponese), Maurizio Mattioli (ed. italiana)
Dio dei metalli, è anche un grande scienziato: privo dell'occhio destro (coperto da una benda simile a quella dei pirati), appare poco intelligente e molto simpatico, ma nutre antipatia nei confronti di tutti gli dei maschi, specialmente di Apollo, quasi sicuramente a causa del bell'aspetto di quest'ultimo, contrastante con il suo. È il marito di Afrodite e il padre di Eros anche se quest'ultimo non lo chiamerà mai papà in nessun episodio, ma solo per nome, contrariamente alla madre Afrodite.
Artemide (アルテミス?, Arutemisu)
Doppiata da: Rumiko Ukai (ed. giapponese), Alba Cardilli (ed. italiana)
Dea della caccia e della luna e anche zia di Pollon; porta a tracolla un fodero con delle frecce. In questo cartone animato è anche la dea della Luna, alternandosi a Selene.
Afrodite (アフロディーテ?, Afurodīte)
Doppiata da: Yōko Kawanami (ed. giapponese), Emanuela Fallini (ed. italiana)
La più bella di tutte le dee in qualità di dea della bellezza, passa gran parte del suo tempo allo specchio a truccarsi. È la madre di Eros, si vergogna della bruttezza del figlio, che obbliga a non chiamarla mamma, ma sorella. Ha quindi un rapporto ambivalente col figlio: in alcuni episodi come il terzo, Afrodite dimostra di tenere ad Eros e di divertirsi con lui; nell'episodio 36 invece appare contenta del rapimento del figlio e quando Eros lo scopre ci rimane parecchio male.

### Secondari
Azuma-Mushi (アズマ虫?, Azuma mushi)
Doppiato da: Hiroshi Ohtake (ed. giapponese)
Uno strano animale parlante del tutto simile a un insetto antropomorfo che funge da narratore. Fa la sua comparsa in ogni episodio all'inizio, durante e alla fine di ogni episodio per fornire spiegazioni sui miti greci trattati o semplicemente commentare le scene; non interviene mai nella storia, né comunica con i personaggi, salvo qualche rara eccezione. Azuma-Mushi ha l'aspetto di un insetto alato dal volto umano (con capelli azzurri e privo di un occhio) e porta in testa un pennino e un calamaio. Si tratta probabilmente della caricatura dell'autore del manga, Azuma Hideo: non a caso, infatti, porta il suo stesso nome con il suffisso mushi (虫?) che significa "insetto" e appunto nell'anime ha tali sembianze.
Dr. Cha Cha Cha (Dr.ナハハ?, Dr. Nahaha)
Doppiato da: Shingo Kanemoto (ed. giapponese), Vittorio Battarra (ed. italiana)
Uno scienziato strampalato dai lunghi e folti capelli rosa, incontrato da Pollon (ad esempio nell'episodio di Apollo e Dafne). Nonostante la sua professione e il suo aiuto, ne combina di tutti i colori dando alla piccola aspirante dea le peggiori pozioni e intrugli che, anziché migliorare la situazione, la peggiorano soltanto. È lui a fornire a Pollon la polvere magica. Ha inoltre la parlantina bizzarra, infatti, ogni volta che parla aggiunge sempre un "cha-cha" o "cha-cha-cha" davanti o dietro alle parole.
Eris (エリス?, Erisu)
Doppiata da: Angelina Contaldi (ed. italiana)
Dea della discordia. Le basta fare l'occhiolino per infondere l'odio nell'animo degli esseri viventi. Apparentemente è una ragazza molto gentile e riceve da Pollon la mela d'oro, in qualità di dea più bella dell'Olimpo.
Dioniso (ディオニソス?, Dionisosu)
Doppiato da: Masaharu Satou (ed. giapponese), Luca Biagini (ed. italiana)
Dio del vino: pelato e con la pancia tonda, adora bere e porta sempre con sé una bottiglia in bocca o in mano; porta occhiali da sole sul volto paonazzo e svariate volte lo si vede con la sigaretta in bocca. Da notare che in questa serie Dioniso non è figlio di Zeus.
Atena (アテーナー?, Atēnā)
Doppiata da: Kachiko Hino (ed. giapponese), Aurora Cancian (ed. italiana)
Dea della saggezza e della guerra giusta, con neri occhi a mandorla, armata di elmo. Per via del suo atteggiamento antipatico nei confronti degli altri, è chiamata da tutti "vecchia zitella". Stranamente si vede la sua nascita nell'episodio 18 La trasformazione di Mirra ma compare già adulta nell'episodio 12 La vendetta di Atena.
Eos (時の女神?, Toki no megami)
Doppiata da: Kyouko Tonguu (ed. giapponese), Aurora Cancian (ed. italiana)
Dea dell'aurora, urla sempre suonando col gong per svegliare Apollo. Nella versione italiana viene chiamata Dea del Tempo.
Paperotto (ガヒル?, Gahiru)
Doppiato da: Shioya Tsubasa (ed. giapponese)
Una papera amica di Pollon. All'inizio era un ragazzo, ma a causa di una magia di Artemide si è trasformato in una papera, così Pollon decide di portarlo con sé a casa sua per accudirlo come un animale domestico, diventando così buoni amici.
Sole (太陽?, Taiyō)
Il sole parlante e fumatore che viene sempre portato sul carro da Apollo.
Ade (ハデス?, Hadesu)
Doppiato da: Naoki Tatsuta (ed. giapponese), Renzo Stacchi (ed. italiana)
Dio dell'Oltretomba. Calvo e dalla carnagione violacea, ha un fisico magrissimo che lo fa somigliare a uno scheletro. Quando Ade viene colpito in testa, al posto di vedere le stelline vede solo teschi.
Persefone (ペルセポネー?, Peruseponē)
Doppiata da: Tomie Kataoka (ed. giapponese), Francesca Palopoli (ed. italiana)
Dea dell'Oltretomba e moglie di Ade. Anch'ella calva e con la carnagione bluastra, al contrario del marito è una donna in carne.
Dea delle Dee (女神の中の女神さま?, Megami no naka no megami-sama)
Doppiata da: Hiromi Tsuru (ed. giapponese), Chiara Salerno (ed. italiana)
Una figura divina femminile che compare nella seconda parte della serie e aiuta Pollon a diventare una vera dea, conferendole di volta in volta un potere divino. In particolare, le dona un oggetto a forma di farfalla, chiamato "Miracolo bon bon", che per l'appunto ha dei poteri magici. È una divinità presumibilmente superiore a tutte le altre, ma nelle ultime due puntate si scopre che in realtà si tratta della dea della Speranza, rimasta rinchiusa nel vaso di Pandora. Donerà i suoi poteri a Pollon, facendola diventare a sua volta la dea della Speranza.
Dosankos (ドサンコス?, Dosankosu)
Doppiato da: Masaharu Sato (ed. giapponese)
Il cavallo con il quale Pollon ed Apollo scorrazzano in lungo e in largo per il cielo. Fisicamente assomiglia più ad un ronzino e si dimostra alquanto goffo.

## Doppiaggio
Il doppiaggio italiano della serie è stato effettuato dallo studio AB Service sotto la direzione di Renzo Stacchi. I dialoghi italiani sono di Daniela Altomonte e Manuela Marianetti.
| Personaggio           | Doppiatore originale      | Doppiatore italiano              |
| --------------------- | ------------------------- | -------------------------------- |
| Pollon                | Masako Miura              | Liliana Sorrentino               |
| Eros                  | Keiko Yamamoto            | Fabrizio Mazzotta                |
| Zeus                  | Masashi Amenomori         | Giorgio Bandiera                 |
| Apollo                | Akio Nojima Shigeru Chiba | Guido Sagliocca                  |
| Era                   | Eiko Yamada               | Anita Bartolucci Rosalinda Galli |
| Atena                 | Kachiko Hino              | Aurora Cancian                   |
| Afrodite              | Yōko Kawanami             | Emanuela Fallini                 |
| Artemide              | Rumiko Ukai               | Alba Cardilli                    |
| Eos                   | Kyouko Tonguu             | Aurora Cancian                   |
| Dioniso               | Masaharu Satou            | Luca Biagini                     |
| Poseidone             | Banjō Ginga               | Romano Malaspina                 |
| Persefone             | Tomie Kataoka             | Francesca Palopoli               |
| Efesto                | Kenichi Ogata             | Maurizio Mattioli                |
| Selene                |                           | Cinzia De Carolis                |
| Aracne                |                           | Cinzia De Carolis                |
| Elettra               |                           | Cinzia De Carolis                |
| Eco                   |                           | Chiara Salerno                   |
| Icaro                 |                           | Vittorio Guerrieri               |
| Narciso               | Tōru Furuya               | Riccardo Rossi                   |
| Cha Cha Cha           | Shingo Kanemoto           | Vittorio Battarra                |
| Voce Narrante         |                           | Renzo Stacchi                    |
| Ade                   | Naoki Tatsuta             | Renzo Stacchi                    |
| Sfinge                |                           | Daniela Gatti                    |
| Achille               | Yūji Mitsuya              | Fabrizio Manfredi                |
| Piramo                |                           | Fabrizio Manfredi                |
| Pan                   |                           | Fabrizio Manfredi                |
| Tritone               |                           | Fabrizio Manfredi                |
| Tantalo               |                           | Fabrizio Manfredi                |
| Perseo                |                           | Fabrizio Manfredi                |
| Eracle                |                           | Fabrizio Manfredi                |
| Oreste                |                           | Fabrizio Manfredi                |
| Dea delle dee         | Hiromi Tsuru              | Chiara Salerno                   |
| Dedalo                |                           | Manlio Guardabassi               |
| Pillon                |                           | Angelina Contaldi                |
| Eris                  |                           | Angelina Contaldi                |
| Tisbe                 |                           | Angelina Contaldi                |
| Scilla                |                           | Angelina Contaldi                |
| Dea delle partorienti |                           | Franca Lumachi                   |
| Medea                 |                           | Roberta Paladini                 |
| Bellerofonte          |                           | Corrado Conforti                 |
| Demetra               |                           | Silvia Pepitoni                  |
| Alcione               |                           | Silvia Pepitoni                  |
| Ippolita              |                           | Laura Boccanera                  |
| Maga Circe            |                           | Liù Bosisio                      |
| Glauco                |                           | Fabio Boccanera                  |

Molti dei doppiatori "fissi" della serie animata doppiano anche ulteriori personaggi, a volte anche all'interno dello stesso episodio come nel caso di Aurora Cancian (Eos, Athena) e Renzo Stacchi (il narratore Azumamushi, Ade, Prometeo, Atlante).